# Geranomyia satipoana
Geranomyia satipoana är en tvåvingeart som först beskrevs av Alexander 1945.  Geranomyia satipoana ingår i släktet Geranomyia och familjen småharkrankar.
Artens utbredningsområde är Peru. Inga underarter finns listade i Catalogue of Life.